# Medinospila nigella
Medinospila nigella är en tvåvingeart som beskrevs av Louis-Paul Mesnil 1977. Medinospila nigella ingår i släktet Medinospila och familjen parasitflugor.
Artens utbredningsområde är Madagaskar. Inga underarter finns listade i Catalogue of Life.